# Tropfenkreischeule
Die Tropfenkreischeule (Megascops barbarus), auch als Tropfeneule bezeichnet, ist eine kleine Eulenart aus der Gattung der Kreischeulen.

## Beschreibung
Die Tropfenkreischeule erreicht eine Länge von 16 bis 20 Zentimetern und ein Gewicht von ungefähr 70 Gramm. Die Ohrenbüschel sind sehr klein. Es gibt eine bräunliche und rötlichbraune Morphe. Der Gesichtsschleier ist hell mit einer dünnen dunklen Umrandung. Die Oberseite weist braune, weiße und schwarze Flecken auf, wobei die Flecken am oberen Mantel kräftig weiß sind. Die Schulterfedern haben schwarzgesäumte weißliche Außenfahnen. Die Hand- und Armschwingen sind stark gebändert. Die Brust weist eine dichte braune und gelbbraune Bänderung auf. Flanken und Bauch sind weiß und zeigen schwärzliche Schaftstreifen. Der Lauf ist befiedert. Die Flügel ragen über den kurzen Schwanz hinaus. Die Iris ist gelb. Der Schnabel ist grünlichgrau. Die Zehen sind rosagrau. Vertreter der rötlichbraunen Morphe sind weniger stark gemustert und die Markierungen an Oberseite und Unterseite sind rötlichbraun. Ihr Ruf ist ein kurzes schnelles Trillern von drei bis fünf Sekunden Dauer, dessen Lautstärke am Anfang zunimmt und am Ende abrupt abfällt.

## Verbreitung und Lebensraum

Verbreitungsgebiet der Tropfenkreischeule (grün)

Die Tropfenkreischeule bewohnt Kiefernwälder, Kiefern-Eichenwälder und Nebelwälder in Höhenlagen von 1400 bis 2500 m. Sie kommt in Chiapas in Südmexiko und in den Gebirgen in Guatemala vor.

## Lebensweise
Die Tropfenkreischeule ist ein Standvogel. Sie ernährt sich von großen Insekten. Ihr Gelege besteht aus vier bis fünf Eiern. Weitere Informationen über ihre Brutbiologie liegen nicht vor.